# Люшин, Арнольд
Арнольд Люшин, до 1919 года Арнольд Риттер Люшин фон Эбенгройт (нем. Arnold Ritter Luschin von Ebengreuth, 26 августа 1841, Лемберг — 6 декабря 1932, Грац) — австрийский правовед и нумизмат, специалист в области средневековой австрийской нумизматики.

## Биография
Родился в Лемберге. В детстве неоднократно переезжал, побывав в различных местах Австро-Венгерской империи: Черновцы, Задар, Темешвар, Вена, Лайбах. Учился в Вене и Граце, в 1866 году получил степень доктора права.
В 1869 году вместе с И. Карабачеком и К. Хубером основал журнал «Numismatische Zeitschrift». Был одним из инициаторов создания в 1870 году в Вене Нумизматического общества.
В 1873—1912 годах — профессор Грацского университета, читал лекции по истории германского и австрийского права.

## Избранная библиография
- Die Münze als historisches Denkmal sowie ihre Bedeutung im Rechts- und Wirtschaftsleben, — Leipzig, 1906;
- Der Denar der Lex Salica. — Wien, 1910;
- Grundriβ der Münzkunde. Die Münze nach Wesen, Gebrauch und Bedeutung. 2. Aufl. — Leipzig, Berlin, 1918;
- Allgemeine Münzkunde und Geldgeschichte des Mittelalters und der neueren Zeit. — München, Berlin, 1904. 2. Aufl. München, Berlin, 1926.